# Moghilița, Smolean
Moghilița (în bulgară Могилица) este un sat în comuna Smolean, regiunea Smolean,  Bulgaria. 

## Demografie
Componența etnică a satului Moghilița
     Nicio identificare (8,48%)
     Bulgari (91,51%)
     Altele (0%)
La recensământul din 2011, populația satului Moghilița era de 377 locuitori. Din punct de vedere etnic, majoritatea locuitorilor (91,51%) erau bulgari. Pentru 8,48% din locuitori nu este cunoscută apartenența etnică.